# بوبروونگکی (شهرستان بیاوستوک)
بوبروونگکی (به لهستانی:  Bobrowniki) یک روستا در لهستان است که در گمینا گرودک واقع شده‌است. بوبروونگکی ۱۴۱ نفر جمعیت دارد.